# Ernst Jacobi (Jurist)
Ernst Jacobi (geboren 19. Februar 1867 in Lübben; gestorben 2. Juli 1946 in Freren) war ein deutscher Jurist.

## Leben
Der Sohn des Amtsgerichtsrats Ernst Jacobi und der Johanna Kitz studierte nach dem Abitur in Frankfurt an der Oder Rechtswissenschaften an den Universitäten in Breslau, Freiburg im Breisgau, Bonn und Berlin. Während seines Studiums wurde er 1886 Mitglied der KDStV Winfridia Breslau im CV. Später wurde er noch Mitglied der KDStV Bavaria Bonn und KAV Suevia Berlin sowie ehrenhalber der KDStV Hercynia Freiburg im Breisgau, AV Cheruscia Münster und VKDSt Saxonia Münster, alle im CV. Er promovierte 1897 in Breslau, wo er einen Lehrauftrag erhielt, bevor er 1902 an die neugegründete Rechts- und Staatswissenschaftliche Fakultät der Universität Münster berufen wurde. Er erhielt dort einen Lehrstuhl für Deutsche Rechtsgeschichte. 1916/17 war er Rektor der Universität. Seit 1904 war er Mitglied der Zentrumspartei.
Nach der Machtübergabe an die Nationalsozialisten 1933 wurde er aus rassistischen Gründen gezwungen, sein Amt als Dekan der juristischen Fakultät niederzulegen, da zwei seiner Großeltern jüdisch waren. 1934 ließ er sich emeritieren.
Die elterliche Familie war um die Jahrhundertwende vom Judentum zum Katholizismus konvertiert. Jacobi heiratete 1899 Elisabeth Vagedes und hatte mit ihr die Tochter Therese (* 1902) und die Söhne Martin (* 1900) und Ewald Felix (* 1907).

## Schriften
- Die Rechte des Sondernachfolgers in die Rechte aus dem Urteile auf Herausgabe der vollstreckbaren Urteilsausfertigung. Dissertation Universität Breslau, 1897.
- Die Wertpapiere im bürgerlichen Recht des deutschen Reiches. G. Fischer, Jena 1901.
- Das Wertpapier als Legitimationsmittel. Beck, München 1906.
- Die Theorie der Willenserklärungen. Beck, München 1910.
- Grundriss des Rechts der Wertpapiere im Allgemeinen. O.R. Reisland, Leipzig 1928.
- Wechsel- und Scheckrecht unter Berücksichtigung des ausländischen Rechts. De Gruyter, Berlin 1954–1955.